# Обносов Петро Степанович
Петро Степанович Обносов (1905, місто Астрахань, тепер Російська Федерація — 1983, місто Душанбе, тепер Таджикистан) — радянський державний діяч, 1-й секретар Ленінабадського обласного комітету КП(б) Таджикистану, заступник голови Ради міністрів Таджицької РСР, 2-й секретар ЦК КП Таджикистану. Депутат Верховної ради Таджицької РСР. Депутат Верховної ради СРСР 3—5-го скликань.

## Життєпис
Народився в родині робітника. З 1919 року — службовець державного рибного тресту; муляр заводу в місті Астрахані.
Член ВКП(б) з 1932 року.
У 1933—1934 роках — завідувач організаційно-інструкторського відділу виконавчого комітету Мікоянської районної ради міста Астрахані.
У 1934—1936 роках — слухач курсів радянського будівництва при Всесоюзному центральному виконавчому комітеті (ВЦВК) у Москві; завідувач відділу виконавчого комітету Дангаринської районної ради Таджицької РСР.
У 1936—1937 роках — заступник голови виконавчого комітету Дангаринської районної ради Таджицької РСР.
У 1937—1938 роках — 2-й секретар Мумінабадського районного комітету КП(б) Таджикистану.
У 1938—1940 роках — 1-й секретар Мумінабадського районного комітету КП(б) Таджикистану.
З березня по жовтень 1940 року — 1-й секретар Кулябського районного комітету КП(б) Таджикистану.
У 1940—1943 роках — завідувач сільськогосподарського відділу ЦК КП(б) Таджикистану.
З березня 1943 року — секретар ЦК КП(б) Таджикистану з тваринництва. У 1943—1945 роках — заступник секретаря ЦК КП(б) Таджикистану з тваринництва.
У 1945—1948 роках — слухач Вищої партійної школи при ЦК ВКП(б).
У 1948—1949 роках — 2-й секретар Сталінабадського обласного комітету КП(б) Таджикистану.
У 1949—1950 роках — 1-й секретар Ленінабадського обласного комітету КП(б) Таджикистану.
У 1950 — 9 червня 1952 року — заступник голови Ради міністрів Таджицької РСР.
8 червня — 23 вересня 1952 року — секретар ЦК КП(б) Таджикистану.
23 вересня 1952 — 12 квітня 1961 року — 2-й секретар ЦК КП Таджикистану.
У квітні 1961 року виключений із КПРС.
Подальша доля невідома.
Помер 1983 року в місті Душанбе.

## Нагороди
- чотири ордени Леніна
- орден Вітчизняної війни І ст.
- два ордени Трудового Червоного Прапора (17.10.1939,)
- медалі